# Keratella quadrata
Keratella quadrata (Müller, 1786) è una specie di rotifero, tra le più diffuse, normalmente presente in acque stagnanti, ma anche in laghi.

## Morfologia
La forma del corpo non è molto dissimile da quella di molti altri rotiferi: si distingue per la presenza di due appendici (antenne) posteriori che possono avere varia lunghezza (anche assai modesta), così come varia può essere anche quella del corpo. La superficie di quest'ultimo presenta una cuticola con un disegno a forme poligonali.

## Sottospecie
Gli studiosi riconoscono alcune sottospecie: K. quadrata adnata, K. quadrata canadensis, K. quadrata dispersa, K. quadrata quadrata, K. quadrata platei.